# Juan Francisco González
Juan Francisco González Escobar (Santiago, 25 de septiembre de 1853-Santiago, 4 de marzo de 1933) fue un pintor chileno. Reconocido como uno de los cuatro «grandes maestros de la pintura chilena», resulta ser el prototipo del pintor romántico y bohemio de inicios del siglo XX.
De los cuatro grandes maestros chilenos, es quien posee más cuadros realizados, estimados en cerca de 4000. También destacó por ser uno de los primeros pintores modernos de Chile. Símbolo de las nuevas generaciones creativas a las que se vio enfrentada el Chile del siglo XX, su estilo es muy semejante al impresionista pero no en su plenitud.
Desde su juventud estuvo dedicado a la pintura, dirigió sus enseñanzas a un aprendizaje técnico muy libre, irradió una vivaz e inquieta personalidad y comunicó su actitud frente al arte como una postura ante la existencia, llegando a ser considerado por sus sucesores como un ejemplo a seguir. El maestro Juan Francisco González acostumbraba decirle a sus alumnos, que para pintar bien «primero se debía aprender a observar y a emocionarse con los colores y las formas de la naturaleza, sin importar si el dibujo y sus detalles son reflejo exacto de la realidad».[cita requerida]

## Biografía
Fue hijo de José González y de Mercedes Escobar, estudió en el Instituto Nacional. A los pies del cerro Blanco, donde su familia mantenía un negocio de importaciones desde Ecuador. Tan solo siendo un niño, sus padres lo inscribieron en clases de pintura con Manuel Tapia. Tiempo más tarde, por curiosidades del destino y teniendo tan solamente catorce años de edad, conoció al maestro pintor Pedro Lira, quien le recomendó que siguiera su carrera en la Academia de pintura, detectando el futuro del chico. En 1869, a los 16 años, ingresó a la academia, donde sus maestros fueron los pintores Ernesto Kirchbach y Juan Mochi. Residió en Valparaíso desde 1884. Eduardo de la Barra, entonces rector del Liceo de Hombres de Valparaíso, lo nombró profesor de dibujo, cargo que desempeñó durante 11 años.
Su estilo no varió mucho con sus profesores; sus grandes progresos los consiguió al viajar a Europa. España, Italia, Inglaterra, Francia y Alemania le inculcaron un arte mucho más moderno que el tradicional. Fue en Francia donde descubrió el impresionismo, movimiento con el que se sintió plenamente identificado, tomando del mismo varios elementos como la captación de la luz, el aprecio por el paisaje y los cuadros de pequeño formato. A su regreso en 1906, luego de dar una conferencia en la Universidad de Chile, su nombre pasó a ser reconocido, por lo que fue nombrado docente en la Escuela de Bellas Artes, donde se desempeñó como maestro de croquis y dibujo natural. 
Al terminar sus labores, se dedicó nuevamente a la pintura particular. Su paleta tomó con calma y seguridad en los trazos los detalles de las rosas y las frutas chilenas. La ocupación de espesa pasta y la textura rugosa de sus cuadros fueron de su ingenio plástico. Sus habilidades le permitieron ser galardonado con varios premios dentro del ambiente nacional: obtuvo la 3.ª Medalla Salón de Santiago (1884), la 2.ª Medalla del Salón Oficial (1890) y la 1.ª Medalla Salón Oficial (1900), entre otros premios. González buscó permanentemente en la pintura una expresión más libre; para tal efecto, investigó con la materia pictórica, logrando, por ejemplo, transparentar el óleo hasta conseguir que tuviera un aspecto similar al de la acuarela. 
La agilidad de ejecución, la factura manchística y la cala atmósfera, lo unieron en hermandad con los jóvenes que revolucionaron las artes visuales en París, en el siglo XIX. El rincón campesino, las casas de adobe y las flores fueron sus temas favoritos, manejados con maestría e inspiración donde el movimiento es permanente y las flores de colores vivos y fugaces. Su espíritu joven lo mantuvo siempre vigente, el pintor pensaba que: «la gracia no está en la verdad misma sino en el modo personal de expresarla. Dibujar es expresar, se dibuja como se escribe, así que se debe escribir como se piensa». El pintor traduce entonces que: «contrariamente a los métodos científicos que proceden por análisis, en arte se procede por síntesis».

### Últimos años de vida y legado
Aunque algunos de sus óleos son diminutos, la habilidad del pintor es capaz de traspasar la fragancia de los gustos frutales, cautivando al espectador de manera misteriosa, rápida, en pocas palabras "impresiona". Su influencia se demuestra en los artistas trágicos del "Generación del 13" o los controversiales pintores del grupo "Montparnasse", pasando también por la "Generación del 28". Incluso fue invitado por los jóvenes artistas de la renovación, de tendencias cubistas y fauvistas, a su exposición oficial en 1925.
González formó parte del grupo literario de Los Diez, quienes intentaron hacer de la vida una norma equilibrada entre la ética y la estética, entre el espíritu creador y el arte, principios que mantuvo aún después de disolverse el grupo. 
El artista, fallecido el 4 de marzo de 1933, marcó para la historia de la pintura chilena un hito definitivo puesto que fue el primero pintor moderno chileno. Según la historiadora Isabel Cruz González, «caló como ninguno en su tiempo la esencia de lo popular chileno, estampándolo en la tela con intacta frescura».
Hasta el día de su muerte, a lo largo de toda su carrera pictórica, manifestó su intención de lograr el máximo efecto en sus telas, valiéndose de la sobriedad y la simplificación de los temas, una característica que se observa en obras desde sus primeras etapas de paisajes hasta la última, en la que abundan las naturalezas muertas de frutas y flores. Famosa es su frase con que aconsejaba a sus alumnos para pintar: «Hay que ver rápidamente, con los ojos del alma, y el corazón».

## Galería

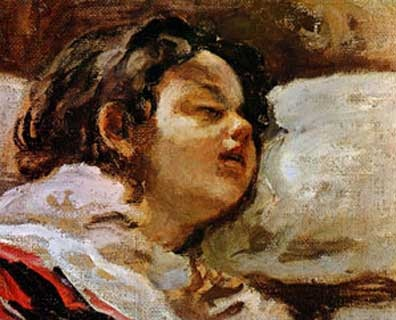
El niño dormido
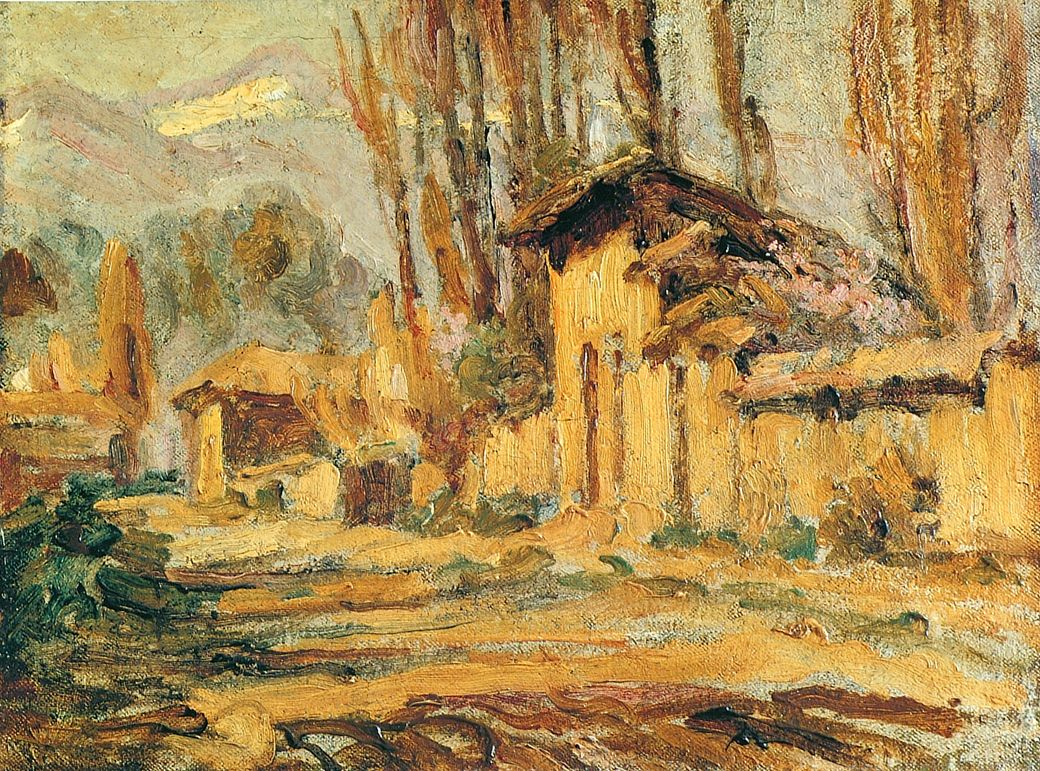
Calle de San Bernardo
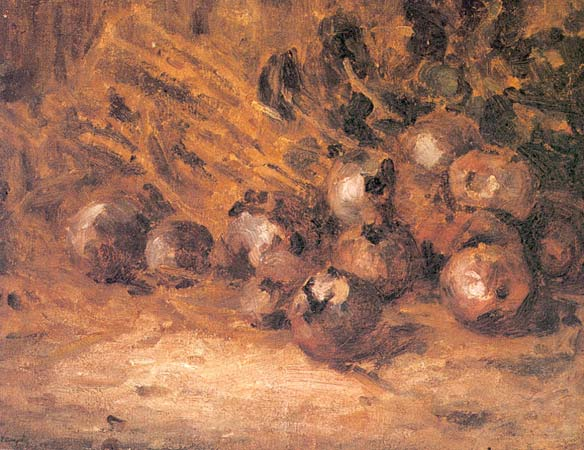
Lúcumas
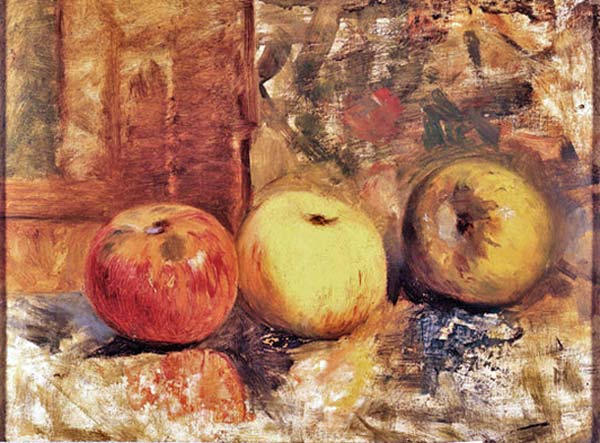
Manzanas
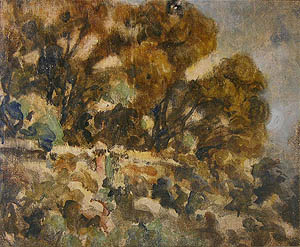
Nogales
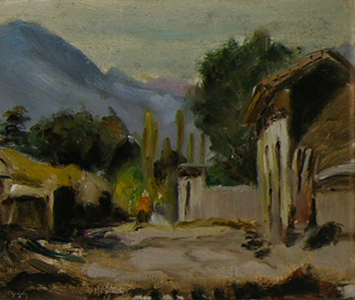
Limachito
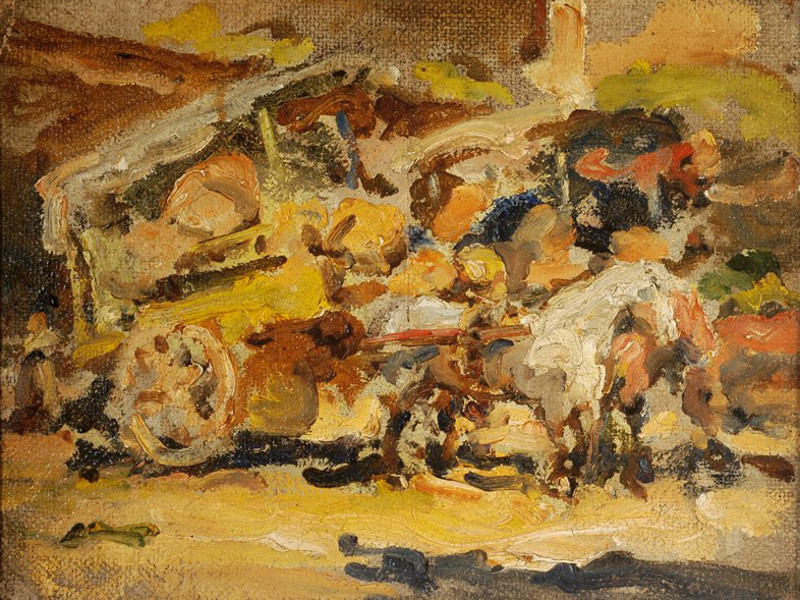
Carretelas en La Vega.
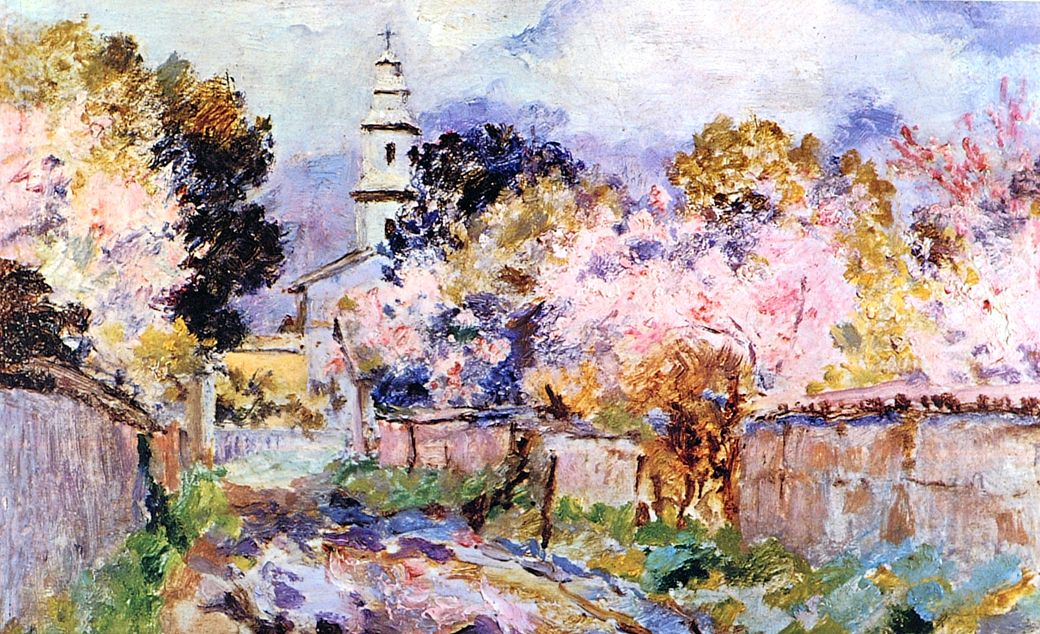
Calle de Limache.
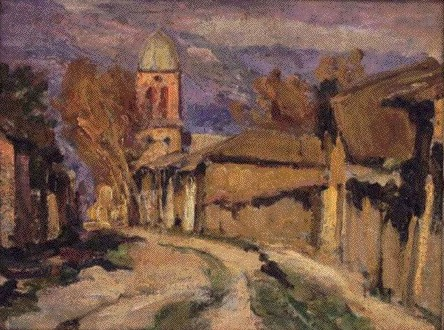
Callejón de San Fernando.
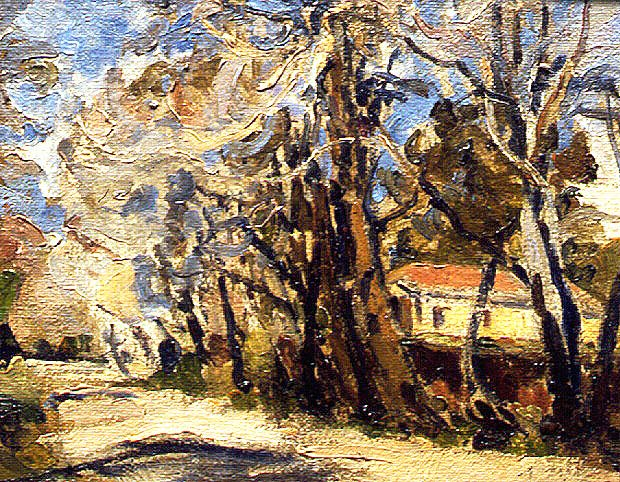
Calle de Melipilla.
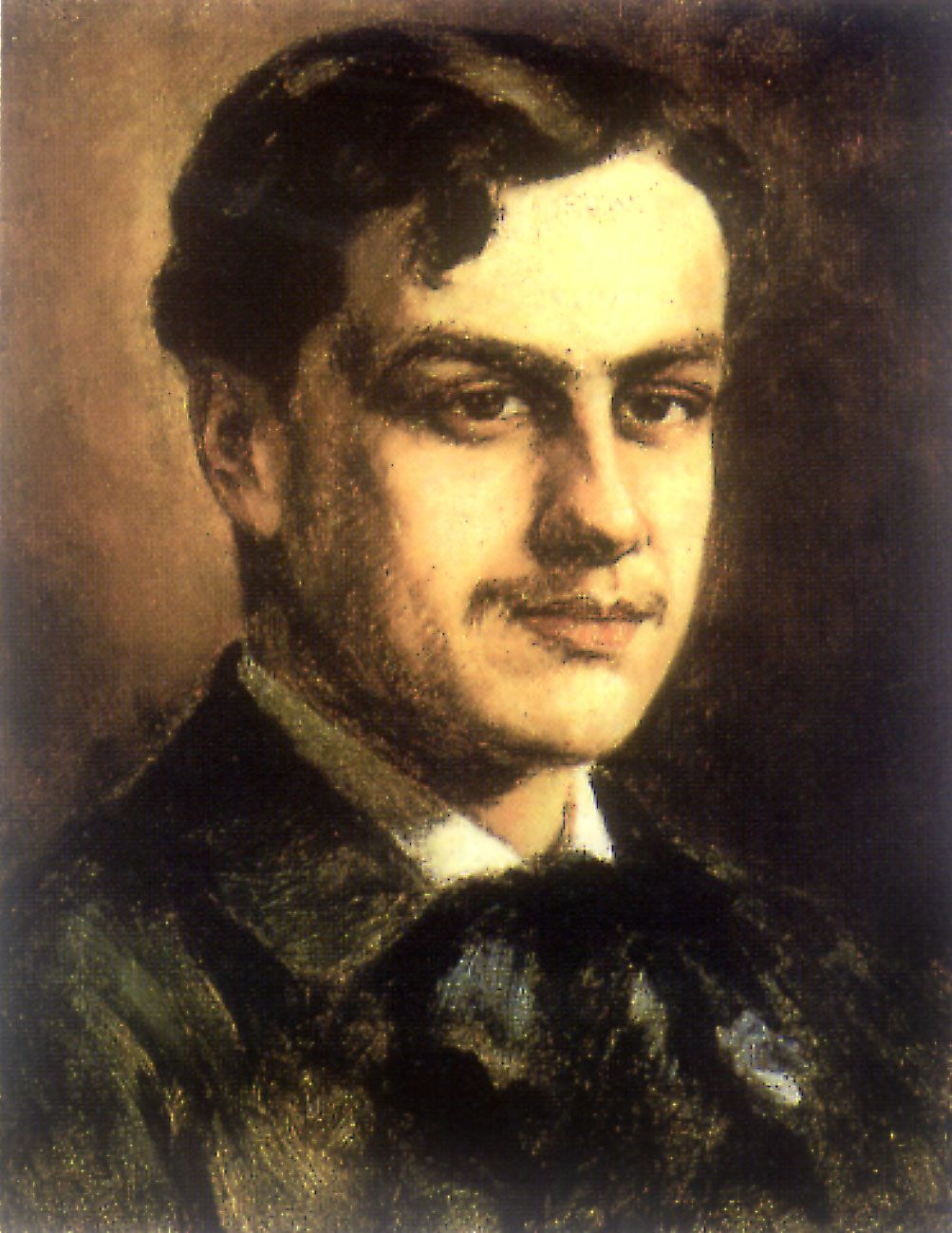
Retrato de Augusto d'Halmar.
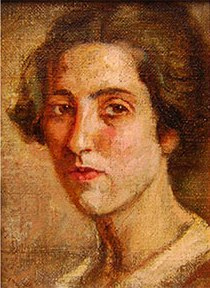
Retrato de Gabriela Mistral.
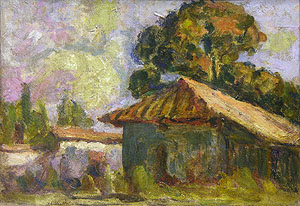
Paisaje de rancho
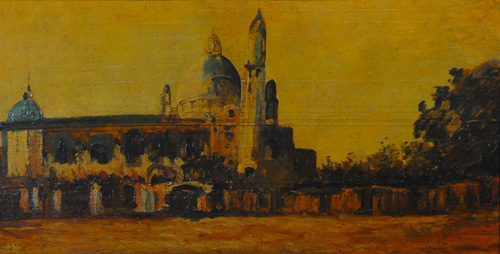
Basílica de Lourdes, Quinta Normal
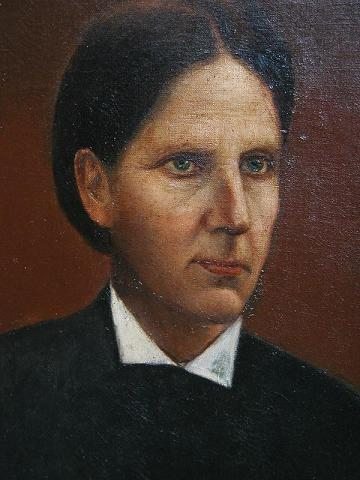
Retrato de Rosario de Caviedes
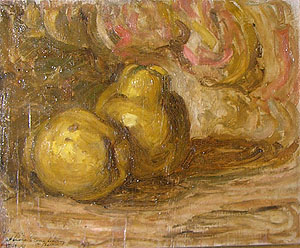
Membrillo
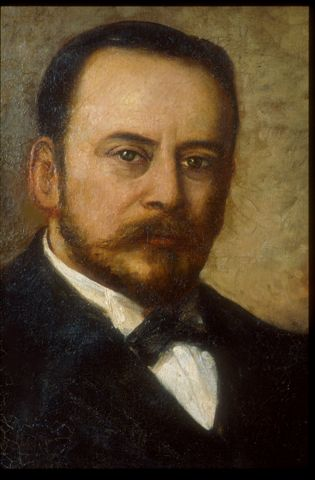
Retrato del periodista Eloy Caviedes
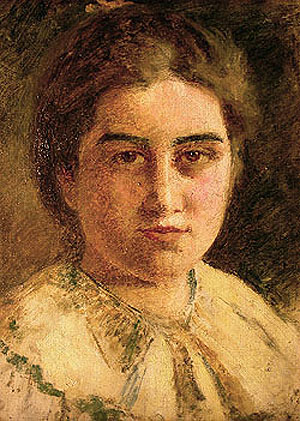
Retrato de dama
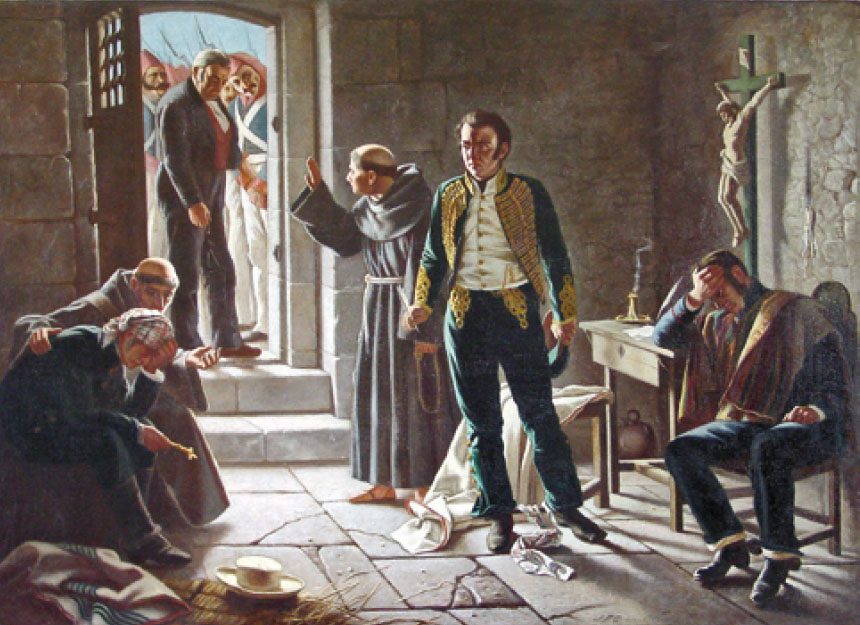
Los últimos momentos del general José Miguel Carrera.